# Geraldo Nascimento
Geraldo Nascimento, O.F.M.Cap. (Senador Pompeu, 18 de maio de 1936 - Juazeiro do Norte, 06 de novembro de 2022) foi bispo-auxiliar emérito da Arquidiocese de Fortaleza e bispo titular de Zama Maior. Exerceu o cargo de bispo auxiliar de Fortaleza de 1982 até 1996, sendo ainda Administrador Apostólico na vacância após a transferência de Dom Aloísio Lorscheider para a Arquidiocese de Aparecida, vindo a renunciar logo após. 

## Biografia
Nasceu em Senador Pompeu-CE no dia 18 de maio de 1936. Após estudar no colégio Salesiano, em Baturité, e no colégio Marista Cearense, em Fortaleza, foi acolhido como postulante na Ordem dos Frades Menores Capuchinhos e em 1959 iniciou o ano do Noviciado em Guaramiranga-CE, onde emitiu os primeiros votos no dia 28 de dezembro de 1960. Estudou Filosofia e Teologia em Parnaíba e Fortaleza. No dia 28 de março de 1963 fez a profissão perpétua na Ordem Capuchinha.
Foi ordenado Sacerdote no dia 29 de junho de1967 na Igreja do Sagrado Coração de Jesus por Dom José Medeiros Delgado, Arcebispo de Fortaleza.
Após a ordenação, por pouco tempo ficou prestando serviços na Paróquia do Sagrado Coração de Jesus para, em seguida, assumir o múnus de Formador, em Messejana (1968) e de diretor e professor de Filosofia, em Guaramiranga (1969).
No ano de 1970, fez o curso de Franciscanismo (CEFEPAL) em Petrópolis–RJ. Ao retornar à Vice-Província assumiu a função de Diretor dos estudantes (Pós-noviços).
Em 1976 foi eleito Vice-Provincial, cargo que exerceu por 06 anos (1976-1981). No dia 15 de setembro de 1982 foi nomeado bispo auxiliar de Fortaleza e recebeu a Ordenação Episcopal no dia 22 de dezembro de 1982, na Catedral Metropolitana de Fortaleza, sendo o Bispo Sagrante o cardeal Aloísio Lorscheider. Como bispo auxiliar exerceu diversas funções na Arquidiocese de Fortaleza, como bispo referência para os religiosos, coordenador das pastorais sociais, responsável por uma região episcopal e, com a transferência do Arcebispo, foi nomeado Administrador Apostólico da Arquidiocese de Fortaleza.
No ano de 1997, por problemas de saúde, renunciou a função de bispo auxiliar de Fortaleza, retornando para o convento e passou a residir na fraternidade de Lagoa de São Francisco-PI. Desde então, sempre disponível como frade missionário, residiu em Juazeiro do Norte, Uruçuí, Parnaíba, Sobral, Lagoa de São Francisco e Bom Conselho-PE.
Desde 2016, era membro da fraternidade capuchinha de Juazeiro do Norte-CE, exercendo a função de confessor no Santuário São Francisco das Chagas, levando a todos o seu testemunho franciscano de simplicidade e de espírito missionário.
No dia 06 de novembro de 2022, após alguns dias internado no Hospital Unimed, em Juazeiro do Norte, devido a uma grave infecção pulmonar, Dom Geraldo faleceu aos 86 anos de idade.
Durante seus anos de episcopado residiu junto as Irmãs Missionárias Capuchinhas, no noviciado que estas mantinham no bairro da Pedra, na periferia de Fortaleza. 
Residia junto ao convento da Ordem dos Frades Menores Capuchinhos, em Juazeiro do Norte, cooperando em missões e paróquias.